# Йордан, Макс
Макс Йордан (нем. Max Jordan; 19 июня 1837, Дрезден — 11 ноября 1906, Берлин) — немецкий искусствовед, писатель и переводчик.
Изучал исторические науки в Йенском университете и других университетах, и выбрал в качестве специализации историю искусства, преимущественно итальянского и новейшего немецкого. Его первая публикация посвящена королю Чехии Йиржи из Подебрад.
В 1870 году был назначен директором Лейпцигского городского музея, в 1874 году приглашён в Берлин на должность директора Национальной галереи и в следующем году занял, в качестве доцента, кафедру в Берлинском университете. С 1880 года был членом совета прусского министерства народного просвещения. Его главные сочинения — «Книга живописи Леонардо да Винчи» (1873), «Описание художественных произведений, хранящихся в Берлинской национальной галерее» (1-е изд., 1876) и несколько биографических очерков в издании Доме Kunst und Künstler des Mittelalters und der Neuzeit. Кроме того, Йордан перевёл на немецкий язык «Историю итальянской живописи» и «Жизнеописание Тициана» Кроу и Кавальказелле.